# Streets of Rage 3
Streets of Rage 3, conhecido no Japão como Bare Knuckle III (ベア・ナックルIII, Bea Nakkuru Surī), é um beat 'em up de rolagem lateral desenvolvido e publicado pela Sega em 1994 para o Mega Drive. É o terceira título da série Streets of Rage e o último jogo da trilogia original do Mega Drive. Mais tarde, foi lançado para a versão japonesa do Sonic Gems Collection para o Nintendo GameCube e PlayStation 2 e para o Virtual Console do Wii em setembro de 2007. O jogo também apareceu no Sonic's Ultimate Genesis Collection para Xbox 360 e PlayStation 3.
O jogo apresenta várias melhorias em relação ao Streets of Rage e Streets of Rage 2, como um enredo mais complexo, inclusão de diálogo com personagens, múltiplos finais, níveis mais longos, dificuldade maior, cenários mais detalhados e jogabilidade mais rápida. As armas agora só podiam ser usadas algumas vezes antes da quebrar e podiam ser integradas a movimentos únicos com certos personagens, os personagens ocultos foram adicionados e algumas cutscenes foram incluídas para dar maior profundidade à história.

## Jogabilidade
Muito parecido com os dois jogos anteriores, Streets of Rage 3 é um beat 'em up de rolagem lateral, no qual até dois jogadores lutam contra ondas de inimigos. Os jogadores podem escolher entre os personagens Axel, Blaze e Skate, juntamente com um novo personagem chamado Dr. Zan, um robô que converte automaticamente todas as armas apanhadas em uma bola de energia. Ao cumprir certas condições, dois personagens bônus, Shiva e Roo, podem ser desbloqueados para o jogo, com um terceiro personagem desbloqueável, Ash, sendo exclusivo para a versão japonesa.
Vários ajustes foram feitos na jogabilidade após Streets of Rage 2. Considerando que apenas Skate era capaz de correr no jogo anterior, agora cada personagem é capaz de correr, além de executar um rolagem de esquiva vertical. Os ataques de blitz podem ser melhorados através de jogadas sucessivas, e um medidor recarregável permite que os jogadores realizem um ataque especial sem perder a saúde quando estiverem cheios. Certas armas agora têm ataques especiais que podem ser executados da mesma maneira que os ataques Blitz. No entanto, todas as armas agora têm um número limitado de uso antes de quebrarem, e os personagens desbloqueáveis não conseguem segurar armas.
As fases no jogo apresentam armadilhas, originalmente apresentadas no primeiro Streets of Rage, como poços sem fundo, e algumas fases têm rotas alternativas, dependendo de determinadas ações, como se os jogadores limparem uma sala com inimigos antes que um personagem não jogável seja morto por gás venenoso. A IA inimiga também foi expandida para que mais inimigos possam pegar em armas, bloquear ataques, empregar ataques cooperativos e até roubar itens de comida expostos para recuperar a saúde. O lançamento ocidental do jogo apresenta gráficos e efeitos sonoros alterados e maior dificuldade em comparação com a versão japonesa, e não apresenta Ash como um personagem jogável. Como no jogo anterior, o modo Battle permite que dois jogadores lutem entre si.

## Enredo
Depois de ser derrotado duas vezes, o chefe do sindicato do crime, Mr. X, fundou uma empresa de pesquisa chamada RoboCy Corporation para servir de cobertura para suas atividades ilegais. O melhor roboticista do mundo, Dr. Dahm, foi contratado para ajudá-lo a criar um exército de robôs realistas para substituir importantes autoridades da cidade. Com as substituições, X planeja administrar a cidade usando um dispositivo de controle remoto. Sua organização criminosa, O Sindicato, colocou estrategicamente bombas em toda a cidade para distrair a polícia enquanto as autoridades da cidade são tratadas.
Dr. Zan descobre para que serve realmente a pesquisa e sabe que o Sindicato deve ser interrompido. Ele entra em contato com Blaze Fielding com os detalhes do plano do Sindicato. Blaze rapidamente entra em contato com seus antigos amigos Axel Stone e Adam Hunter para uma força-tarefa para derrubar o Sindicato de uma vez por todas. Axel rapidamente se junta à força-tarefa, mas Adam não consegue (devido a suas próprias atribuições da polícia) e envia seu irmão mais novo, Eddie "Skate" Hunter. O jogo tem quatro finais, dependendo do nível de dificuldade e se o jogador terminar certos níveis em um período de tempo determinado.

## Personagens
Três dos personagens jogáveis dos jogos anteriores retornam na sequência: Axel Stone, Blaze Fielding e Eddie "Skate" Hunter (Sammy Hunter na versão japonesa), cada um com seus respectivos pontos fortes e fracos. Dr. Zan substitui Max do segundo jogo, com qualquer arma que ele pegar se transformando em uma bola de energia. Adam do primeiro jogo faz uma aparição na história, e Max só aparece no final "bom" do jogo.
Três dos chefes do jogo também podem ser acessados através dos códigos do jogo. O primeiro chefe intermediário, um homossexual chamado Ash, foi removido dos lançamentos ocidentais do jogo (embora possa ser acessado através de cartuchos de cheat). Shiva, o artista marcial que estreou em Streets of Rage 2 e o novato Roo (Victy na versão japonesa), o canguru também pode ser acessado. Shiva, Roo e Ash são incapazes de usar armas.

## Desenvolvimento e lançamento
Várias capturas de tela de pré-lançamento mostram que havia originalmente uma seção em que os jogadores podiam pilotar motos enquanto eram atacados com certa frequência. Esta seção foi removida na versão final, mas ainda pode ser reproduzida (embora com erros e inacabada) com um código de Game Genie na versão japonesa.

### Diferenças de versão
Quando o jogo foi localizado da versão original japonesa para o lançamento ocidental, foram feitas alterações significativas. As roupas dos três heróis que retornavam (Axel, Blaze e Sammy) foram alteradas de suas cores originais vistas nos jogos anteriores de Streets of Rage, os personagens inimigos usavam roupas menos reveladoras e um sub-chefe chamado "Ash", um estereótipo gay, foi removido da versão em inglês (embora ele ainda esteja acessível em Streets of Rage 3 como um personagem jogável por trapaça e/ou hacking). Os efeitos de voz também foram alterados, com o mais notável a frase de efeito de Axel, "Grand Upper", por seu movimento de blitz sendo substituído por "Bare Knuckle".
Outra diferença notável entre os dois jogos é o enredo: a versão japonesa da história começa com uma nova substância explosiva chamada "Raxine", descoberta por um personagem chamado Dr. Gilbert (que se revela ser a verdadeira identidade do Dr. Zan), que explode na cidade e mata milhares de pessoas. Ao mesmo tempo, um general militar chamado Ivan Petrov desaparece. Mais tarde, é descoberto que o Mr. X orquestrou o desaparecimento do general e planeja usar Raxine para iniciar uma guerra global.
Na versão ocidental, todas as referências a Raxine foram removidas, o general Petrov foi substituído pelo chefe de polícia da cidade e a trama agora envolve um esquema para trocar as principais autoridades da cidade por clones de robôs, a fim de assumir o controle da cidade. Outra diferença foi que, se o jogador não conseguiu salvar o general, ele deve seguir para o que parece ser a Casa Branca. Isso também foi alterado na adaptação em inglês, onde, em vez disso, se o jogador não conseguiu salvar o Chefe, o jogador deve seguir para a Prefeitura, embora o prédio que representa a Prefeitura ainda esteja claramente baseado na Casa Branca. A sequência de final ruim no lançamento japonês mostra uma foto de uma cidade devastada, enquanto o texto narra o fracasso do jogador; isso foi removido nas versões ocidentais e o texto rola para cima em um fundo preto. Os créditos foram removidos do final ruim da versão ocidental (possivelmente para mostrar que não era o final verdadeiro), enquanto na versão japonesa eles ainda são reproduzidos.
A dificuldade geral do jogo também foi alterada para a versão em inglês, com a configuração Normal do jogo sendo significativamente mais difícil do que a configuração Hard da versão japonesa. Além disso, a versão em inglês do jogo não pode ser concluída na configuração Fácil (ela terminará após o Estágio 5). Axel e Skate estão visivelmente ausentes da arte da caixa europeia, enquanto o novo personagem Zan aparece ao lado de Blaze. Isso ocorre porque a arte da caixa do jogo foi originalmente usada como uma capa de revista que a Sega da Europa comprou mais tarde para ser usada. Outra diferença significativa entre as versões é que os ataques especiais consomem menos da saúde do jogador na versão em inglês.

### Trilha sonora
A trilha sonora do jogo foi composta por Yuzo Koshiro e Motohiro Kawashima, que haviam trabalhado em Streets of Rage 2, e apresenta influências da cena hard techno de Detroit, que era popular nas boates de Tóquio na época do desenvolvimento do jogo. Para a trilha sonora, Koshiro criou um novo método de composição chamado "Sistema de Composição Automática" para produzir "techno batida rápida como jungle". Ele estava entre as técnicas de criação de música eletrônica mais avançadas da época, incorporando sequências fortemente aleatórias. Isso resultou em sons experimentais e inovadores gerados automaticamente que, de acordo com Koshiro, "você normalmente nunca poderia imaginar sozinho". Esse método era muito raro na época, mas desde então se tornou popular entre os produtores de techno e trance music para obter "sons inesperados e estranhos". Os elementos da trilha sonora também tiveram de resumo, experimental, gabber, e trance music.
A trilha sonora do jogo recebeu uma recepção mista após o lançamento, mas desde então tem sido considerada a frente do seu tempo. Segundo a Mean Machines, "a música leva algum tempo para se acostumar - ironicamente, era anterior à era do 'trance' que ocorreu pouco tempo após o lançamento".

### Relançamentos
A versão japonesa do Sonic Gems Collection inclui Bare Knuckle I, II, III (Streets of Rage 1, 2 e 3). Estes, juntamente com o Bonanza Bros., são excluídos dos lançamentos fora do Japão para obter classificações etárias mais baixas. Streets of Rage 3 apareceu mais tarde ao lado de outros jogos no Sonic's Ultimate Genesis Collection. Em 3 de maio de 2012, Streets of Rage 3 foi lançado na plataforma Steam da Valve, tanto como um jogo independente quanto como parte do Sega Genesis Classics Pack 5.
Uma coleção, Streets of Rage Collection, lançada sob a série Sega Vintage Collection em 2012, apresenta a trilogia original e permite ao jogador escolher entre as versões japonesa, europeia ou norte-americana.

## Recepção
A GamePro comentou que o jogo é um pouco diferente dos títulos anteriores da série, mas elogiou os novos movimentos e o suporte ao controle de seis botões. Os quatro analistas da Electronic Gaming Monthly elogiaram os novos movimentos e níveis maiores, embora dois deles tenham criticado que a trilha sonora estava bem abaixo do padrão usual de Yuzo Koshiro. Eles deram a nota de 7,25 de 10. A Digital Press deu 8 de 10. A Mega colocou o jogo na 25ª posição no Top Mega Drive Games of All Time.

## Sequência
Um quarto título, intitulado Streets of Rage 4, foi anunciado pela DotEmu no final de agosto de 2018 e foi lançado em 30 de abril de 2020 para PS4, PC, Xbox One e Nintendo Switch.